# سیلون مارکایو
سیلون مارکایو (فرانسوی: Sylvain Marcaillou‎; ۱۱ فوریهٔ ۱۹۱۱ – ۲۸ سپتامبر ۲۰۰۷) دوچرخه‌سوار اهل فرانسه بود.